# Rianimazione
La rianimazione (detta anche rianimatologia) è la branca della medicina che si occupa del paziente in condizioni critiche e della cura e del ripristino delle funzioni vitali compromesse dall'insorgenza di una malattia acuta o di un evento traumatico; in tutte le culture mediche europee e nordamericane il concetto di "cure intensive" equivale a quello di rianimazione. La peculiarità è il supporto intensivo del paziente in toto, che comprende il controllo delle funzioni respiratoria, cardiovascolare, neurologica, nefrologica e al controllo dell'omeostasi metabolica e delle infezioni.
Il termine viene anche utilizzato per riferirsi a uno specifico reparto ospedaliero, quello di Rianimazione (o terapia intensiva). 
L'attività specialistica di rianimazione comprende competenze multidisciplinari tipiche della medicina interna e perioperatoria applicate al paziente critico. La sua pratica è strettamente dipendente dal concetto di monitoraggio intensivo delle funzioni vitali e degli effetti di farmaci in infusione continua e presidi invasivi ed extracorporei, che costituiscono una terapia attiva per il ripristino delle funzioni fisiologiche spontanee del paziente.
Unicamente in Italia il professionista che lavora in rianimazione deve essere specializzato in anestesia, rianimazione, terapia intensiva e del dolore.

## Storia
La rianimazione è una branca medica piuttosto recente, ma le sue origini sono antichissime: essa nacque già quando la necessità di soccorrere un proprio simile in condizioni di asfissia spingeva gli uomini a improvvisare manovre di soccorso vitale.
Nella Bibbia, il secondo libro dei Re narra di un tentativo di rianimazione bocca a bocca, presumibilmente attribuibile intorno all'850 a. C.:
Il 24 dicembre 1768 i Provveditori alla sanità di Venezia pubblicarono una Terminazione che definiva le regole per soccorrere gli annegati, con l'insufflazione polmonare eseguita col metodo bocca a bocca nonché mediante strumenti appositi.
Il 27 agosto 1767 ad Amsterdam fu fondata una Società per il salvataggio degli annegati: essa fu la prima organizzazione interessata alla rianimazione degli annegati; distribuiva a tutte le farmacie della città una cassetta di rianimazione.
Nel 1796, Adalbert Vincenz Zarda, professore all'Università di Praga, teneva corsi di rianimazione e di pronto soccorso, e dette alle stampe un lavoro in cui erano descritti il metodo della respirazione artificiale bocca a bocca, il massaggio cardiaco esterno e la stimolazione elettrica del cuore.
Nel 1846 William Thomas Green Morton praticò la prima anestesia con etere: la necessità di soccorrere pazienti con arresto cardiaco causato dal cloroformio si verificò per la prima volta in Inghilterra il 28 gennaio 1848, e si concluse con la morte di una ragazza quindicenne, Hannah Greene, sottoposta a narcosi per asportazione di un'unghia incarnita, dall'anestesista dottor Maggison, contro il quale fu poi aperta un'inchiesta giudiziaria.
Nel 1956, in uno studio condotto per incarico dell'esercito statunitense si stabilì che il metodo di respirazione bocca a bocca rappresentasse, in guerra, il mezzo di rianimazione respiratoria più pratico ed efficace, e ne venne sancita l'introduzione ufficiale nelle tecniche della moderna rianimazione.
I trattati di rianimazione fissano al 1958 l'introduzione ufficiale del massaggio cardiaco esterno, quando William Bennett Kouwenhoven, James Jude e Guy Knickerbocker ne pubblicarono le modalità di esecuzione, chiamandolo «massaggio cardiaco a torace chiuso»: studiarono come comprimere il cuore tra la superficie dello sterno e le vertebre senza danneggiare il torace o le strutture addominali; si attribuisce un significato storico al giorno 24 ottobre 1958, in cui per la prima volta fu eseguito con successo un massaggio cardiaco esterno su una donna, in arresto cardiaco dopo essere stata operata per un difetto cardiaco.

## Caratteristiche
Alcuni cultori della disciplina, e soprattutto il russo Vladimir  A. Negovskj, pur considerando scienze sorelle l'anestesiologia e la rianimazione, ritengono che all'anestesista competa soltanto la pratica rianimatoria durante l'intervento chirurgico e la terapia intensiva del periodo postoperatorio, e mettono in particolare rilievo la necessità che la rianimazione rimanga una scienza autonoma, nettamente separata dall'anestesia.
La terapia in ambito rianimatorio si può distinguere in due fasi consecutive:
- interventi di estrema urgenza, volti a riportare all'equilibrio biologico, o a un livello compatibile con la vita, le funzioni vitali profondamente alterate da una noxa patogena o da un evento traumatico; praticabili in ambiente ospedaliero o extraospedaliero
- interventi di terapia intensiva, che costituiscono la continuazione e il perfezionamento del primo intervento di emergenza e debbono essere proseguiti fino alla ripresa totale dell'autonomia del paziente.

La terapia rianimatoria è pertanto inizialmente sintomatica, e secondariamente causale; la rianimazione può essere distinta in respiratoria, cardiocircolatoria, neurologica, metabolica o renale, a seconda di quale sia la funzione più acutamente deficitaria.